# Оренбургская пограничная комиссия
Оренбургская пограничная комиссия — существовавший в 1799—1859 годах в Российской империи специальный орган для управления киргиз-кайсаками (казахами).
В 1782 году была образована Оренбургская пограничная экспедиция, в состав которой вошли оренбургский обер-комендант, надворный советник, секретарь, переводчики и канцелярские служители (всего 6 человек). Она собирала сведения о казахах, определяла сроки отправления торговых караванов в Среднюю Азию, организовывала выборы ханов жузов, контролировала назначение старшин, производила выплаты ханам и султанам родов. В случае если они начинали действовать вопреки интересам российских властей, то им уменьшали жалованье или добивались их низложения. 27 мая 1799 года Оренбургская пограничная экспедиция была переименована в Оренбургскую пограничную комиссию.
Комиссия находилась в двойном подчинении — Азиатского департамента МИД и Оренбургского военного губернатора. 
Оренбургская пограничная комиссия стала основным органом управления Младшим жузом. В 1824 году ханская власть в Младшем жузе была упразднена, а хан Шергазы Айшуаков был приглашен стать первоприсутствующим в Оренбургской пограничной комиссии.
По штату 1799 года в комиссию входили один султан и двое старшин из трех племенных объединений Младшего жуза (алимулы, байулы и жетыру), которые сменялись каждые три года. Они должны были быть «хорошего поведения, испытанной справедливости, почитаемые в роде». 
Структура комиссии окончательно сложилась в 1830—40-е годы. Она включала Исполнительное отделение (1-й стол — политические вопросы, 2-й стол — хозяйственные и культовые вопросы), Судное отделение (рассматривало гражданские споры казахов между собой и с жителями укреплённых пограничных линий), Уголовное отделение (1-й стол — обычные уголовные дела, 2-й стол — дела о неповиновении властям, фальшивомонетчиках и тому подобные дела политического характера) и Счётное отделение (финансы).
В штате комиссии, наряду с председателем, советниками, чиновником министерства иностранных дел, переводчиками и канцелярскими служащими, было 3 киргизских (казахских) султана-правителя. Они назначались министерством иностранных дел. Также имелись казахские заседатели, которые участвовали в рассмотрении дел казахов на заседаниях комиссии, а также посылались в кочевья казахов для сбора кибиточной подати, проверки количества кибиток, скота, определения места кочевий и маршрутов родов. 
В ведении комиссии было Неплюевское военное училище, где учились дети султанов-правителей, которые затем становились чиновниками комиссии.
Также, аналогично заграничным представительствам России, комиссии были подчинены 23 православные церкви в Оренбурге и в крепостях пограничных линий.
Председателем Оренбургской пограничной комиссии с 1825 года по 1844 год был востоковед Г. Ф. Генс, который организовал сбор информации о казахах, а также о Хивинском ханстве, Бухарском эмирате и Кокандском ханстве с помощью специальных секретных агентов. В 1844 году председателем Оренбургской пограничной комиссии стал М. В. Ладыженский, который создавал школы для казахских детей.
В 1859 власть над казахами была передана Областному управлению оренбургских киргизов и Оренбургская пограничная комиссия была упразднена. 

## Председатели
- Н. П. Лебедев (1799-1802)
- Борщев (1802-1804)
- А. Тарарыкин (1805-1817)
- Веселицкий (1817-1820)
- В. Ф. Тимковский (1820-1822)
- Траскин (1822-1825)
- Г. Генс (1825-1844)
- М. Ладыженский (1844-1854)
- В. Григорьев (1854-1859)[1]